# 小野柄通
小野柄通（おのえどおり）は兵庫県神戸市中央区の町名。現行行政地名は小野柄通一丁目から小野柄通八丁目。郵便番号は651-0088。

## 地理
旧・葺合区東部、国道2号の南、阪神神戸三宮駅の南東に位置する。商業地域で商業ビルや集合住宅が立ち並ぶ。『角川日本地名大辞典』（1988年）によれば映画館があるとしているが、これは六丁目の地下に1999年まで存在したビック映劇と称した単館系シネマで、現在は、壁面への映像投射設備を有した飲食店になっている。また、現在中央消防署がある場所にはかつて、神戸市立小野柄小学校が立地していた。
東は生田川を挟み（新生田橋＝国道2号、他1橋で接続）北本町通、南は御幸通、西はフラワーロード（県道新神戸停車場線）上に加納町、北は国道2号を挟み雲井通。東から順に一～八丁目が設置されている。
六丁目と七丁目の間を神戸新交通ポートアイランド線（ポートライナー）が走る。阪神本線は町域の北西端にある三宮東交差点で国道2号が南へ90度向きを変えるまで同国道の下を通り、そこから先は兵庫県道21号神戸明石線の下を走る。

## 歴史
小野とは新生田川と旧生田川に挟まれた南の平野地で、「生田の小野」と呼ばれた歌枕の地であった。
町名は江戸時代後期の歌人・賀茂季鷹の詠んだ「分け入りし生田の斧の柄もここに朽ちしや果てむ布引の滝」に依ったといわれており（『西摂大観』）、『神戸の町名 改訂版』によれば、この和歌は中国の昔話を題材に「幾多（生田）の人々が斧（小野）の柄が朽ち果てるのも知らず滝に見とれるだろう」と地名を読み込んだという。町名がついたのは明治32年（1899年）の事で、区制施行する昭和6年までは「葺合」を冠して葺合小野柄通と呼ばれた。

### 沿革
- 1903年（明治36年）、雲中尋常高等小学校が熊内町三丁目に移転し、跡地に生田川尋常小学校開校、葺合技芸女学校（後の赤塚山高校）を併設、昭和9年小野柄小学校に合併。
- 1905年（明治38年）、北側に阪神電気鉄道が開通。
- 1910年（明治43年）、2丁目に小野柄尋常小学校開校（後の神戸市立小野柄小学校）[3]。
- 1912年（大正元年）、神戸電気鉄道（後の神戸市電）布引線の開通。
- 1931年（昭和6年）、国鉄（現JR）三ノ宮駅が近隣に移転。
- 1933年（昭和8年）、阪神三宮駅が地下に設けられる。同年、十合呉服店（現そごう）神戸支店移転。
- 1935年（昭和10年）、市電東部国道線が開通。
- 1936年（昭和11年）、阪神急行電鉄（現阪急電鉄）も近くで高架で乗り入れ。
- 1963年（昭和38年）、県下初の精神薄弱養護学校・青陽養護学校創立（1968年（昭和43年）に垂水区狩口台3丁目に移転し当地は小野柄分校に改組。1972年（昭和47年）、小野柄分校が独立して青陽東養護学校と改称。1993年（平成5年）に灘区岩屋北町6丁目に移転。
- 1981年（昭和56年）、神戸新交通ポートアイランド線が開通。
- 1985年（昭和60年）、神戸市営地下鉄西神・山手線が開通。
- 1996年（平成8年）、小野柄小学校、中央小学校に統合される。
- 2001年（平成13年）、神戸市営地下鉄海岸線が開通。
- 2019年（令和元年）
  - 9月30日 - そごう神戸店が閉店。
  - 10月1日 - 旧そごう神戸店が阪急阪神百貨店に移管。
  - 10月5日 - 神戸阪急が営業開始[4]。

## 人口統計
- 平成17年国勢調査（2005年10月1日現在）での世帯数463、人口698、うち男性373人、女性325人[5]。
- 昭和63年（1988年）の世帯数182・人口365[1]。
- 昭和35年（1960年）の世帯数184・人口648[1]。
- 大正9年（1920年）の世帯数1,104・人口4,844[1]。

## 施設
- 三宮ビル北館 - 7丁目1-18
  - P&Gジャパン本社
  - いかりスーパーマーケット神戸三宮店
- 神戸阪急（阪急百貨店） - 8丁目1番8号
  - 神戸ロフト
  - 無印良品神戸阪急店